# Palaeomastodon
Palaeomastodon („prehistorický mastodont“) je vyhynulý rod chobotnatce (Proboscidea), tedy řádu, jenž zahrnuje i současné slony (Elephantidae). Jeho fosilie byly získány z oligocenních souvrství datovaných do období před asi 33,9–23,03 miliony lety. Fylogeneticky se odvozuje v rámci kladu Elephantiformes, jenž dále zahrnuje slonovité či čeleď Mammutidae. Palaeomastodon žil v močálech a říčních deltách na území dnešního Egypta, Etiopie, Libye a Saúdské Arábie.
Postkraniálních pozůstatků tohoto rodu se dochovalo jen málo. Na základě délky jedné stehenní kosti P. beadnelli, jež měřila 875 mm, byla odhadnuta výška dospělého jedince v kohoutku na asi 2,2 m a tělesná hmotnost na asi 2,5 t.
Palaeomastodonům vyrůstaly kly jak z horní, tak z dolní čelisti. Kly dolní čelisti vyčnívaly dopředu, byly ploché a lopatkovité a pravděpodobně sloužily k seškrabávání kůry ze stromů a vytrhávání různých rostlin z podrostu. Naproti tomu kly horní čelisti byly značně ostré a primárně sloužily k obraně. Na rozdíl od odvozenějších chobotnatců patřících do kladu Elephantimorpha se zuby prořezávaly spíše vertikálně než horizontálně, tuto vlastnost sdíleli i někteří další vyhynulí chobotnatci (rod Phiomia).
Sporná zůstává podoba, délka a schopnosti chobotu. Ačkoli jsou palaeomastodoni často vyobrazováni s relativně malým a pohyblivým chobotem, podle názoru amerického paleontologa Henryho Fairfielda Osborna opotřebení spodních klů spíše nasvědčuje přítomnosti velkého a retraktilního horního rtu.